# Formel 3000 2003
Formel 3000-säsongen 2003 innehöll tio deltävlingar. Mästare blev svensken Björn Wirdheim, som vann före brasilianen Ricardo Sperafico och italienaren Giorgio Pantano.

## Delsegrare
| Datum        | Bana           | Vinnare            |
| ------------ | -------------- | ------------------ |
| 20 april     | Imola          | Björn Wirdheim     |
| 3 maj        | Catalunya      | Giorgio Pantano    |
| 17 maj       | A1-Ring        | Ricardo Sperafico  |
| 31 maj       | Monaco         | Nicolas Kiesa      |
| 28 juni      | Nürburgring    | Enrico Toccacelo   |
| 5 juli       | Magny-Cours    | Giorgio Pantano    |
| 19 juli      | Silverstone    | Björn Wirdheim     |
| 2 augusti    | Hockenheimring | Ricardo Sperafico  |
| 23 augusti   | Hungaroring    | Patrick Friesacher |
| 13 september | Monza          | Björn Wirdheim     |

## Slutställning
| Placering | Förare             | Poäng |
| --------- | ------------------ | ----- |
| 1         | Björn Wirdheim     | 78    |
| 2         | Ricardo Sperafico  | 43    |
| 3         | Giorgio Pantano    | 41    |
| 4         | Vitantonio Liuzzi  | 38    |
| 5         | Patrick Friesacher | 36    |
| 6         | Enrico Toccacelo   | 30    |